# Lago Serrano
El lago Serrano es un cuerpo de agua superficial ubicado en la comuna de Porvenir, provincia de Tierra del Fuego de la Región de Magallanes (Chile).

## Ubicación y descripción
De acuerdo al inventario público de lagos publicado por la Dirección General de Aguas del Ministerio de Obras Públicas de Chile sus características son:
- Latitud                = 53G 08M
- Longitud               = 70G 17M

Un estudio de la Comisión Nacional de Riego describe la zona entre Porvenir y la bahía Gente Grande:: 26 
El sistema hidrográfico de la zona está integrado por numerosos cauces, lagos y lagunas. En la zona Norte del área de este estudio específico, el sistema está integrado por chorrillos que confluyen al lago Serrano, el cual desagua a una pequeña laguna en el sector de Los Recuerdos, la que a su vez desagua en la laguna Deseada, cuyo afluente* desemboca finalmente al océano al Sur de la Bahía Gente Grande en la Caleta Hobbs.
Al Oriente de la Laguna Deseada se encuentra el río de Los Patos, el cual desemboca en la Bahía Gente Grande. Hacia el Poniente, entre las lagunas y el océano se localizan numerosos apozamientos y pequeñas lagunas, la mayoría de las cuales se encuentran saladas. En el sector central de la zona de estudio, se localizan la Laguna Verde, cuyo afluente de mayor importancia es el Estero Ona y, un poco más al Sur, se encuentra el Lago de Los Cisnes, siendo el Estero Casa de Lata su afluente más importante. Al Oriente de estas dos lagunas se encuentran otras más pequeñas las cuales se encuentran todas saladas.
En el sector Sur de la zona de interés se localiza el río Porvenir, el cual desemboca en el Estrecho de Magallanes en la Bahía del mismo nombre. Siguiendo más al Sur se encuentra la Laguna Mac-Kay, el Lago Azul y la Laguna Barrosa. Finalmente en el sector de Las Mercedes se localiza el río Santa María.
(* Se trata muy posiblemente de un error tipográfico. Obviamente un lago desagua a través de su emisario.)

## Historia
Luis Risopatrón lo describe en su Diccionario Jeográfico de Chile de 1924:: 841 
Serrano (Laguna). Ofrece gran abundancia de caza i se encuentra a corta distancia hacia el S de la laguna Turbia en la parte NW de la isla Grande de Tierra del Fuego.
Risopatrón elige el nombre "laguna Turbia" de entre los varios que tiene la laguna Deseada. El mismo autor señala que al serrano también se le llama laguna Elena o laguna Abandonada.

## Población, economía y ecología
El principal y más poblado centro humano es la ciudad de Porvenir.